# Андрашко Юрій Володимирович
Юрій Володимирович Андрашко (нар. 23 травня 1965, Мукачево) — лікар-дерматовенеролог, доктор медичних наук, професор. Головний дерматовенеролог МОЗ України (2005—2007). Член Експертної ради ВАК України (2008—2014). Голова проблемної комісії МОЗ та Академії наук України (2009—2012). Член правління Європейської академії дерматології та венерології (2016—2019). Експерт Міністерства охорони здоров'я України (з 2016).

## Життєпис
Народився 23 травня 1965 року у місті Мукачево.
У 1991 році закінчив медичний факультет Ужгородського національного університету. У 1991—1995 рр. — асистент кафедри дерматології та венерології Ужгородського національного університету.
З 1992 року — в аспірантурі Українського державного медичного університету ім.. О. О. Богомольця. З 1995 року — кандидат медичних наук.
У 1995—2003 рр. — доцент кафедри дерматології та венерології Ужгородського національного університету. З 2003 року й до сьогодні — професор кафедри дерматології та венерології Ужгородського національного університету.
З 2003 року — доктор медичних наук.
У 1999—2004 — головний лікар обласного дерматологічного та венерологічного диспансеру м. Ужгорода.

## Вибрані праці
- Дерматологія і венерологія: навч. посіб. / за заг. ред. проф. О. О. Притуло. — Ужгород: ТДВ «Патент», 2011. — 270 с. (у співавторстві)
- Роль ІХА-тестів у діагностиці деяких вірусних та бактерійних захворювань у дерматовенерології, гінекології та трансфузіології: (метод. реком.) з наказом МОЗ України № 158 від 24.03.2006 / Міністерство охорони здоров'я України, Український центр наукової медичної інформації та патентно-ліцензійної роботи МОЗ України, ЛНМУ ; уклад. Ю. В. Андрашко та ін. — К., 2008. — 29 с.
- Нові аспекти в розумінні перебігу герпетичних захворювань шкіри та ефективна топічна терапія / Ю. В. Андрашко та ін // Український журнал дерматології, венерології, косметології. — 2013. — № 1. — С. 129—134.